# 로바우 백작 조르주 무통

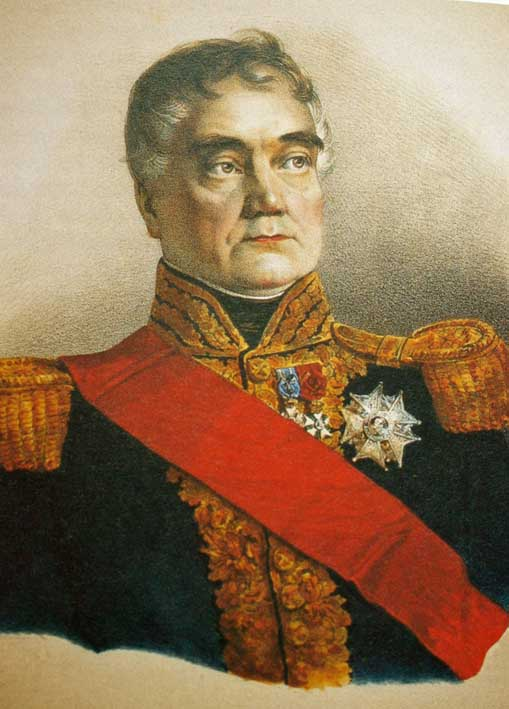
1792년의 조르주 무통.

로바우 백작 조르주 무통(Georges Mouton, comte de Lobau, 1770년 2월 21일~1838년 11월 27일)은 프랑스의 군인이자 정치인이다. 프랑스 원수의 자리에까지 올랐다.